# Apterocis hawaiiensis
Apterocis hawaiiensis är en skalbaggsart som beskrevs av Perkins 1900. Apterocis hawaiiensis ingår i släktet Apterocis och familjen trädsvampborrare. Inga underarter finns listade i Catalogue of Life.